# Mont Ténibre
Le mont Ténibre est un sommet des Alpes situé au sein du massif du Mercantour-Argentera, à la frontière entre le département français des Alpes-Maritimes et la région italienne du Piémont. Il culmine à 3 031 mètres d'altitude.

## Géographie

### Situation, topographie
Le mont Ténibre fait partie d'une longue ligne de crête axée nord-ouest/sud-est et qui marque la frontière entre la France et l'Italie. Au sud de cette ligne de crête se trouve la vallée de la Tinée, un affluent du Var. De l'autre côté, il s'agit de la Stura di Demonte, affluent du Pô. Le mont Ténibre se trouve donc sur la ligne de partage des eaux entre la mer Méditerranée et la mer Adriatique.

### Géologie
Sur le versant sud-ouest se trouve La Clapière, le plus grand glissement de terrain d'Europe.